# Basket Rimini 1990-1991
Questa voce raccoglie le informazioni riguardanti il Basket Rimini, sponsorizzato Marr, nelle competizioni ufficiali della stagione 1990-1991.

## Verdetti stagionali
- Campionato di Serie B1:
  - stagione regolare: 1º posto su 16 squadre (bilancio di 21 vittorie e 9 sconfitte);
  - play-off: vincitore;
    - promozione in Serie A2.

## Stagione
Dopo 12 anni trascorsi fra Serie A1 e A2, il Basket Rimini si appresta a calcare i parquet del terzo campionato nazionale.
La guida tecnica della squadra vede il ritorno di Piero Pasini, già protagonista in passato della prima storica promozione del club nella massima serie.

Oltre al gruppo di cinque giocatori più esperti, la formazione è composta in larga parte dalla nidiata di giovani del vivaio capaci di vincere numerosi scudetti di categoria, fra cui il titolo Juniores proprio al termine della stagione 1990-91.
La formazione biancorossa chiude la regular season al primo posto, a fronte di 21 vittorie su 30 partite.
Il regolamento dell'epoca prevedeva un'unica serie play-off fra le prime quattro classificate, con Rimini opposta così alla Pallacanestro Modena: la prima partita viene vinta di misura dai romagnoli, mentre il secondo incontro si conclude a favore dei modenesi. La Marr si aggiudica la terza e decisiva sfida con il punteggio di 80-57 e festeggia così il ritorno in A2.

## Roster

In piedi da sinistra: il coach Piero Pasini, Franco Ferroni, Moreno Sfiligoi, Renzo Semprini, Roberto Terenzi, Massimo Ruggeri, Gian Maria Giovanardi e il viceallenatore Massimo Bernardi.
Accosciati da sinistra: Enzo Bigot, Fabrizio Fontana, Juri Altini, il preparatore atletico Nicola Saulle, Alessandro Angeli, Carlton Myers e Alfredo Carboni.

| Giocatori |
| --------- |

|  | Naz.              | Ruolo | Sportivo          | Anno | Alt. |  |  |
|  | ----------------- | ----- | ----------------- | ---- | ---- |  |  |
|  | Italia (bandiera) | P     | Alfredo Carboni   | 1961 | 182  |  |  |
|  | Italia (bandiera) | PG    | Alessandro Angeli | 1965 | 180  |  |  |
|  | Italia (bandiera) | P     | Fabrizio Fontana  | 1972 | 180  |  |  |
|  | Italia (bandiera) | G     | Carlton Myers     | 1971 | 192  |  |  |
|  | Italia (bandiera) | GA    | Enzo Bigot        | 1960 | 196  |  |  |
|  | Italia (bandiera) | AC    | Juri Altini       | 1968 | 198  |  |  |
|  | Italia (bandiera) | A     | Franco Ferroni    | 1972 | 203  |  |  |
|  | Italia (bandiera) | AC    | Massimo Ruggeri   | 1972 | 204  |  |  |
|  | Italia (bandiera) | C     | Moreno Sfiligoi   | 1962 | 202  |  |  |
|  | Italia (bandiera) | AC    | Roberto Terenzi   | 1960 | 204  |  |  |
|  | Italia (bandiera) | C     | Renzo Semprini    | 1972 | 207  |  |  |

| Staff tecnico                |
| ---------------------------- |
| Allenatore: Piero Pasini     |
| Assistente: Massimo Bernardi |

| Giocatori acquisiti a stagione in corso |
| --------------------------------------- |

| Giocatori ceduti a stagione in corso |
| ------------------------------------ |